# آگاپتوس دوم
پاپ آگاپتوس دوم (به انگلیسی: Agapetus II) یکی از پاپ‌های کلیسای کاتولیکی رم بود که در ددث به دنیا آمد و از ۹۴۶ تا ۹۵۵ میلادی پاپ بود.